# 迪克森猜想
在 数论中, 迪克森猜想 是指任何有限多个一次多项式 a1 + b1n, a2 + b2n,..., ak + bkn ，滿足 bi ≥ 1, 都有无穷多个正整数n，使得這些多项式的值都是 素数，除非有 素数p，使得不管n是多少，当中都至少有某個多项式的值被p整除， k = 1的情形为 狄利克雷定理。
两个特殊情况都是众所周知的猜想：有无限多组 孪生素数 (n 和2 + n 都是素数)，以及有无限多个 索菲热尔曼素数 (n 和1 + 2n 都是素数).
迪克森猜想的推广为欣策尔假设H.